# Elliniko Metopo
 Elliniko Metopo (griechisch Ελληνικό Μέτωπο Ellinikó Métopo Griechische Front) war eine 1994 gegründete rechtsextreme griechische Partei. Im Wesentlichen war sie ein Versuch, die jüngeren Mitglieder der damals aufgelösten nationalistischen Parteien EPEN (Ethniki Politiki Enosis, d. h. Nationale Politische Union) und ENEK (Eniaio Ethnikistiko Kinima, d. h. Vereinte Nationalistische Bewegung) zu vereinigen. Durch ihren Vorsitzenden Makis Voridis hatte die Griechische Front gute Kontakte zur französischen Front National.
Am 15. Mai 2005 verkündete das Zentralkomitee der Griechischen Front die Einstellung der politischen Parteiaktivitäten. Den Hintergrund dafür bildete der Wunsch der Parteimitglieder nach einer engeren Zusammenarbeit mit der Partei Orthodoxe Volkszusammenkunft (LA.O.S.). Mit konstant unter 0,1 % der Stimmen bei den Wahlen war die Partei zwar bedeutungslos, sie hatte allerdings schon öfter durch eindrucksvolle Plakate gegen illegale Einwanderer die Aufmerksamkeit der Öffentlichkeit auf sich gezogen. Dabei war ihr Vorsitzender Makis Voridis ein häufiger Besucher der Medien. Der letzte publik gewordene Fall war ein Zusammentreffen von Anhängern der Griechischen Front mit Mitgliedern der Partei Ouranio Toxo in Edessa, wonach die Konferenz der Ouranio Toxo Partei ausgefallen ist.
Während ihrer 10-jährigen Geschichte hat die Griechische Front eine Monatszeitung gegründet, die „Ellinikes Grammes“ (Griechische Linien). Nach Einstellung der politischen Aktivitäten der Partei entwickelte sich die Zeitung zu einer Web-Zeitung, die weiterhin existiert und den nationalistischen Flügel der L.A.O.S. repräsentiert.